# Сааведра, Херонимо
Херо́нимо Сааве́дра Асеве́до (исп. Jerónimo Saavedra Acevedo; 3 июля 1936, Лас-Пальмас, Вторая испанская республика — 21 ноября 2023, Лас-Пальмас) — испанский политик, член Испанской социалистической рабочей партии с 1972 года, член «Всеобщего союза трудящихся».

## Биография
Родился 3 июля 1936 года в Лас-Пальмас-де-Гран-Канария, Вторая Испанская Республика.
Президент Канарских островов в 1983—1987 и затем в 1991—1993 годах.
Министр государственной администрации Испании в 1993—1995 годах, министр образования и науки Испании в 1995—1996 годах. Сенатор верхней палаты испанского парламента в 1996 и в 1999—2003 годах.
Мэр города Лас-Пальмас-де-Гран-Канария с 2007 года. Имел учёную степень в юриспруденции и корпоративном управлении. Преподавал в нескольких высших учебных заведениях, в частности в Университете Лас-Пальмас.
Умер 21 ноября 2023 года в возрасте 87 лет в своём доме в Лас-Пальмас-де-Гран-Канария.

## Личная жизнь
Открытый гей.